# Tapirus terrestris aenigmaticus
Tapirus terrestris aenigmaticus es la denominación científica de una de las subespecies en que se divide la especie Tapirus terrestris, un mamífero perisodáctilo del género Tapirus de la familia de los tapíridos, denominada popularmente como «tapir sudamericano», «tapir de las tierras bajas», o «tapir amazónico». Esta subespecie se distribuye en el centro de Sudamérica. Entre sus nombres comunes  posee los de: tapir, anta, o danta. 

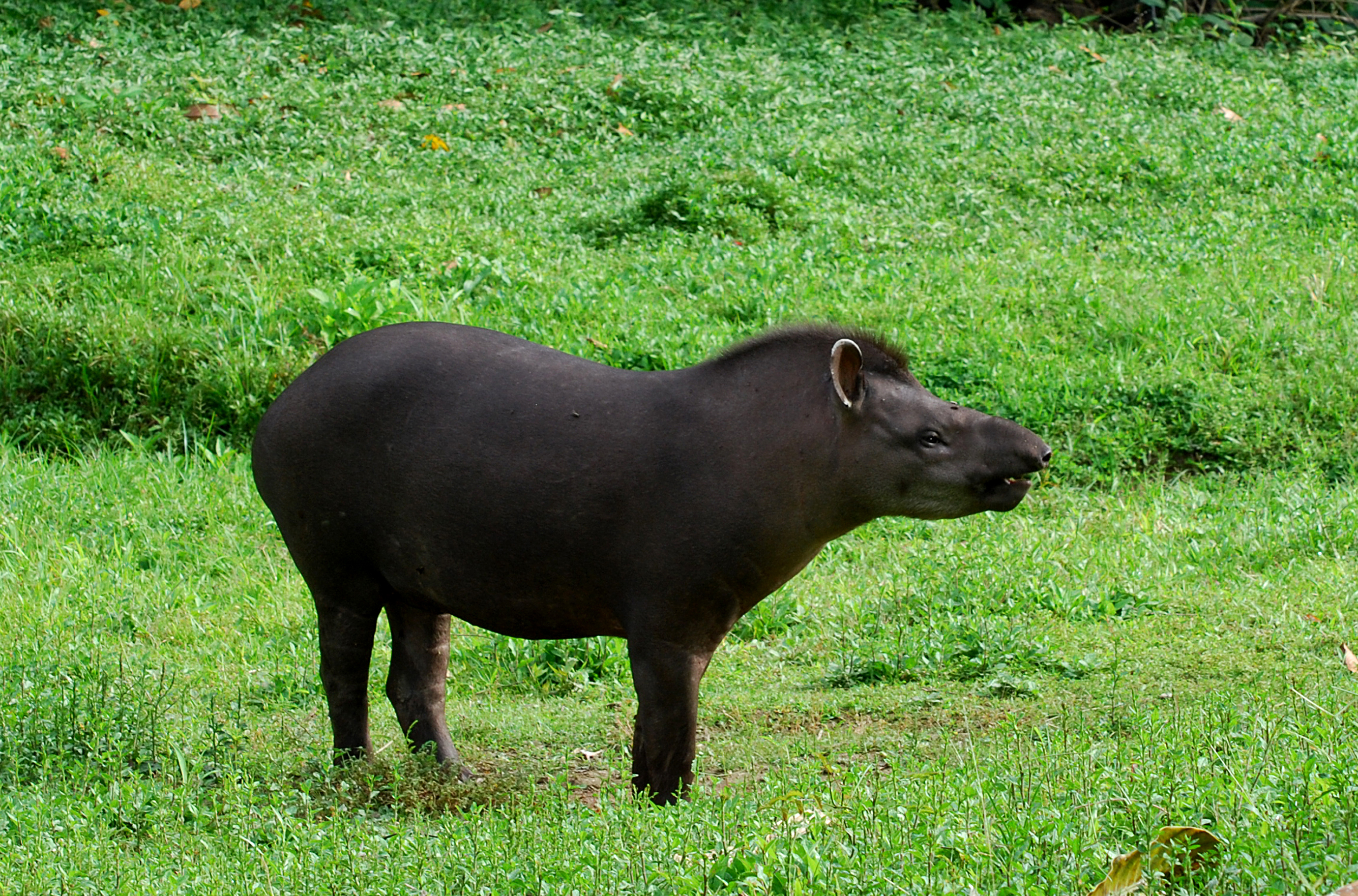
Ejemplar adulto, posiblemente de esta subespecie, en Yarina Lodge, cerca del río Manduro, provincia de Napo, amazonia ecuatoriana.

## Distribución
Esta subespecie se distribuye en la región amazónica occidental, desde la vertiente oriental de la cordillera oriental del sureste de Colombia, el este de Ecuador, hasta el Perú nororiental.

## Taxonomía
Esta subespecie fue descrita, originalmente como una buena especie, por el naturalista y zoólogo inglés John Edward Gray en el año 1872, basado en diferencias craneales y de su morfología externa e interna.
El material tipo es un cráneo de un ejemplar inmaduro, el BM, 72.1.24.9-10 (1577 f), colectado por Clarence Buckley. Sobre la localidad tipo se indica: "Sunia", Cordillera Oriental, Ecuador, pero casi con toda seguridad es: Macas, al este de Ecuador.
En el año 1954 Hershkovitz incluyó al taxón en Tapirus terrestris, al tratarse de un cráneo inmaduro, los que tienden a presentar la caja craneana de forma más globular, aunque la piel asociada mostraría características diferenciables que parecen aproximarla a la de algunos ejemplares juveniles de T. pinchaque, al igual que la falta de la cresta sagital (la que en T. terrestris se forma en la etapa fetal). El colector notificó que el ejemplar fue cazado junto a una hembra adulta; Gray puso en duda esta afirmación, y a este último ejemplar la aditentificó como: Tapirus leucogenys, otra nueva especie a la cual también pertenecía todo un lote cazado por el mismo colector. Esta hembra presentaba el pelaje superior e inferior de los labios de color blanco —característica también presente en T. pinchaque— pero no poseía las restantes características de esa especie.
Sinonimia

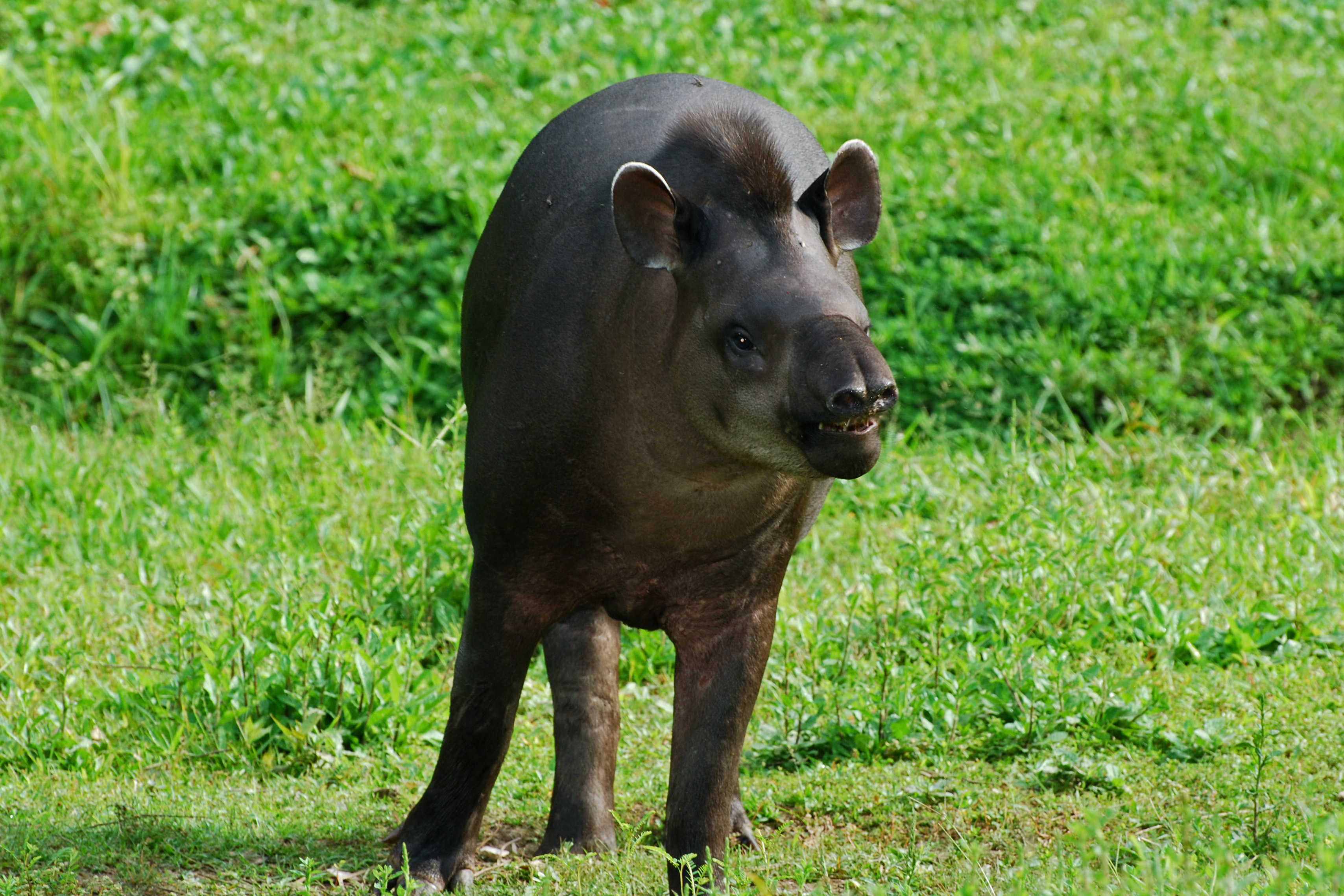
Ejemplar adulto, posiblemente de esta subespecie, en Yarina Lodge, cerca del río Manduro, provincia de Napo, amazonia ecuatoriana.

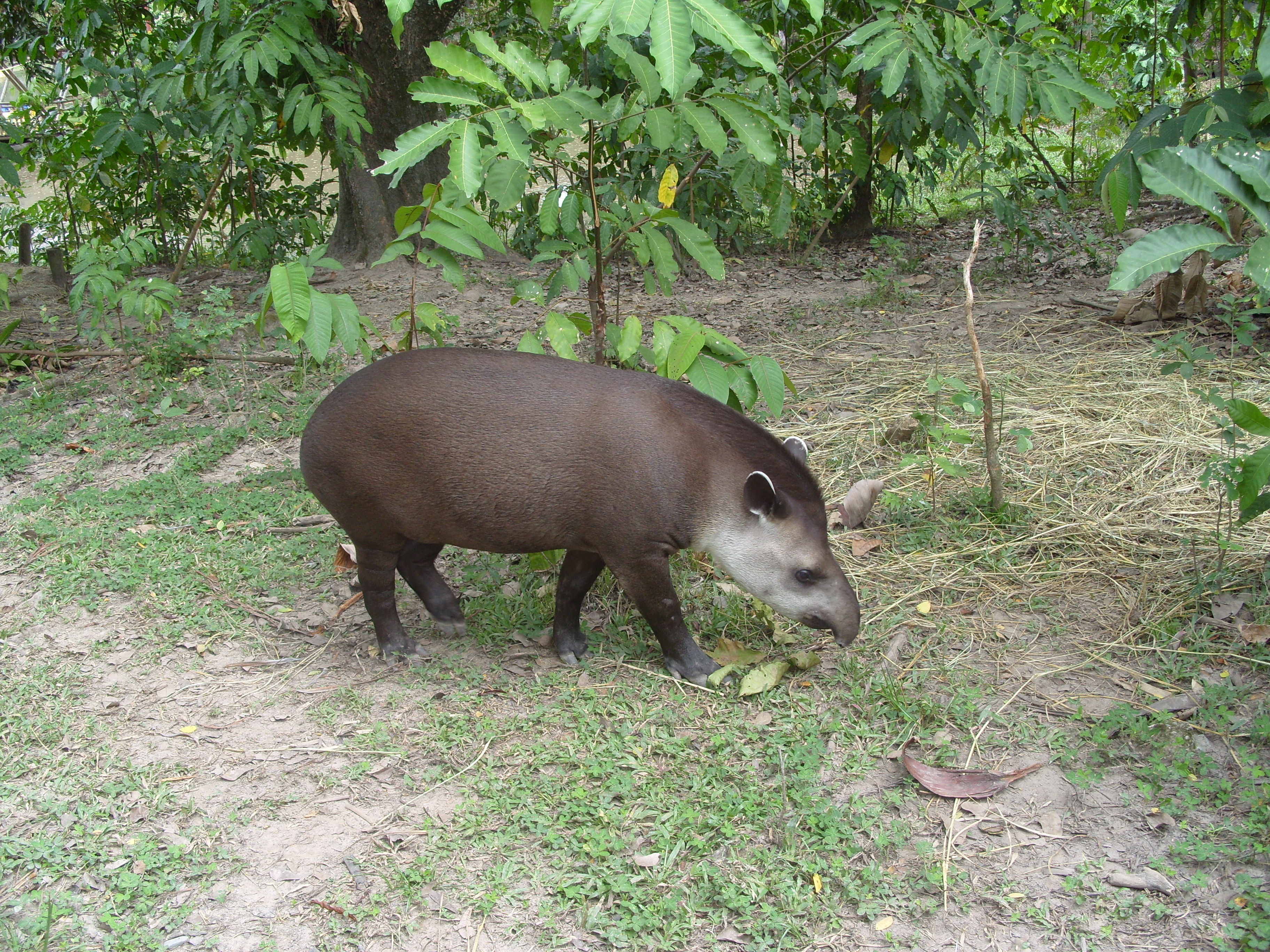
Ejemplar adulto, posiblemente de esta subespecie, en Bio-Parque los Ocarros Villavicencio, Meta, Colombia.

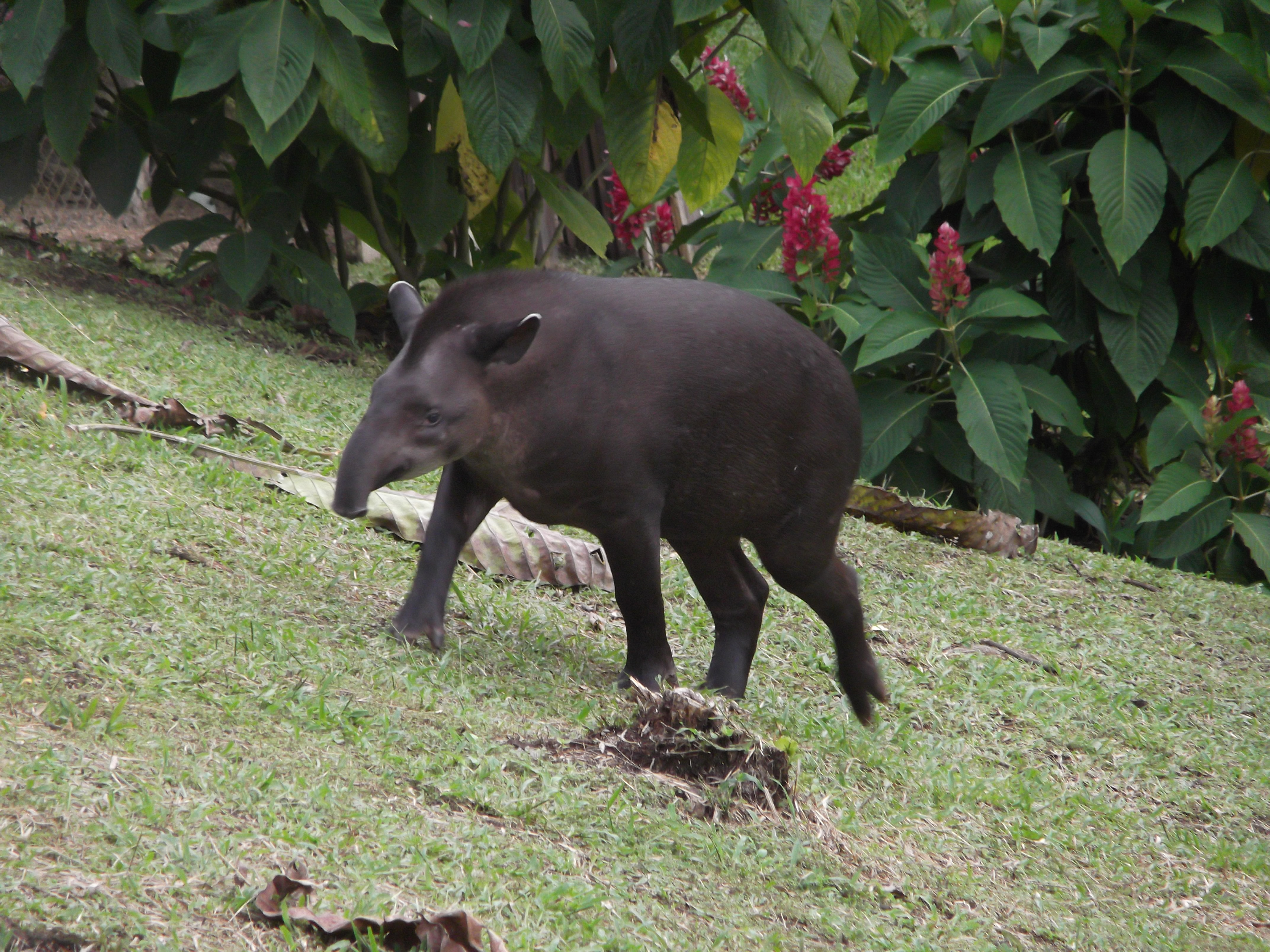
Ejemplar adulto, posiblemente de esta subespecie, en El Coca, Ecuador.

La sinonimia de este taxón es la siguiente:
- Tapirus aenigmaticus Gray, 1872
- Tapirus terrestris ecuadorensis (Gray, 1872) —Macas, en el este de Ecuador—
- Tapirus ecuadorensis Gray, 1872
- Tapirus terrestris peruvianus (Gray, 1872) —Perú—

## Conservación
La reducción de su hábitat natural y la caza sin control son las principales causas de su retroceso numérico. Le es indispensable para poder sobrevivir la conservación de grandes áreas naturales.

## Hábitat
Esta subespecie habita, generalmente asociada a cursos fluviales o zonas pantanosas, en selvas, bosques húmedos o densos, y vegetación herbácea alta en sabanas, en altitudes desde el nivel del mar hasta los 2000 m s. n. m.

## Costumbres
Hábitos
Se trata de un taxón de hábitos solitarios o limitado a pequeños grupos familiares, los que emplean para sus contactos entre la densa vegetación un silbido de tono alto. 
Delimita su territorio mediante pilas de excrementos, el orinado localizado, y la marcación olfativa de ramas mediante glándulas faciales.
Alimentación
Posee sitios de descanso y otros de alimentación; se traslada entre ellos mediante el uso de senderos.
Se alimenta en el crepúsculo o durante la noche. Su dieta es herbívora; emplea su probóscide (nariz móvil) para asir su alimento, el cual consiste principalmente en hojas, frutos, etc.
Predadores
Sus principales predadores son el yaguareté (Panthera onca) y el puma (Puma concolor). A ellos se suma el ser humano, pues esta especie es cazada para servir de alimento o como trofeo de caza deportiva.
Reproducción
Pare sólo una cría (de entre 4 y 7 kg) luego de una gestación de entre 392 y 405 días. Su color es diferente al de los adultos: sobre una base de castaño oscuro presenta motas y bandas longitudinales de color blanco; esta librea la mantendrá hasta los 8 meses. Por 10 u 11 meses la cría vive junto a la madre, hasta que esta tiene un nuevo encuentro sexual con un macho (las cópulas ocurren cada 2 años);  en ese momento la cría pasa a ser independiente, alcanzando su  madurez sexual a los 2 años en el caso de las hembras y a los 4 cuando se trata de los machos.